# Honduras aux Jeux olympiques d'été de 1976
Le Honduras participe aux Jeux olympiques d'été de 1976 à Montréal au Canada du 17 juillet au 1er août 1976. Il s'agit de sa deuxième participation à des Jeux d'été.
La délégation se compose de trois athlètes masculins, participant à la seule discipline d'athlétisme.

## Épreuves

### Athlétisme
Santiago Fonseca, né le 30 décembre 1953 (22 ans lors des Jeux) participe à l'épreuve du 20 km marche.
| Athlète          | Épreuve      | Date et heure      | Lieu                                | Résultat       | Rang |
| ---------------- | ------------ | ------------------ | ----------------------------------- | -------------- | ---- |
| Santiago Fonseca | 20 km marche | 23 juillet 17 h 30 | Stade olympique et Jardin botanique | 1 h 36 min 7 s | 27e  |

Hipólito López (en), né le 7 février 1952 et Luis Raudales (en), né le 21 mai 1956 (respectivement 24 et 20 ans lors des Jeux) participent à l'épreuve du marathon.
| Athlète        | Épreuve  | Date et heure      | Lieu                                                   | Résultat        | Rang |
| -------------- | -------- | ------------------ | ------------------------------------------------------ | --------------- | ---- |
| Hipólito López | Marathon | 31 juillet 17 h 30 | Stade olympique et rues de l'agglomération de Montréal | 2 h 26 min 0 s  | 41e  |
| Luis Raudales  | Marathon | 31 juillet 17 h 30 | Stade olympique et rues de l'agglomération de Montréal | 2 h 29 min 25 s | 49e  |

## Bilan
Bien que le Honduras ne remporte aucune médaille, l'édition 1976 des Jeux olympiques constitue une des meilleures performances de toute l'histoire de l'olympisme hondurien. Les trois athlètes sont considérés comme les meilleurs résultats individuels de sportifs honduriens aux Jeux olympiques.